# Diocesi di Grajaú
La diocesi di Grajaú (in latino Dioecesis Graiahuensis) è una sede della Chiesa cattolica in Brasile suffraganea dell'arcidiocesi di São Luís do Maranhão. Nel 2023 contava 313.304 battezzati su 434.038 abitanti. È retta dal vescovo Giuseppe Luigi Spiga.

## Territorio
La diocesi è situata nella parte centrale dello stato brasiliano di Maranhão.
Sede vescovile è la città di Grajaú, dove si trova la cattedrale del Signore della Buona Morte (Senhor do Bonfim).
Il territorio si estende su 38.742 km² ed è suddiviso in 21 parrocchie, erette nei seguenti comuni: Arame, Barra do Corda, Dom Pedro, Formosa da Serra Negra, Governador Archer, Grajaú, Itaipava do Grajaú, Joselândia, Presidente Dutra, São José dos Basílios, Sítio Novo, Tuntum.

## Storia
La prelatura territoriale di São José di Grajaú è stata eretta il 10 febbraio 1922 con la bolla Rationi congruit di papa Pio XI, ricavandone il territorio dalla diocesi di São Luís do Maranhão, contestualmente elevata al rango di arcidiocesi metropolitana.
Il 22 luglio 1939, il 14 gennaio 1958 e il 22 giugno 1968 cedette porzioni del suo territorio a vantaggio rispettivamente delle prelature territoriali di Pinheiro e di Carolina (oggi entrambe diocesi) e della diocesi di Bacabal. In quest'ultima data per effetto del decreto Spirituali christifidelium della Congregazione per i vescovi ricevette dall'arcidiocesi di São Luís do Maranhão i comuni di Dom Pedro e Governador Archer.
Il 4 agosto 1981 la prelatura territoriale fu elevata a diocesi con la bolla Qui ad Beatissimi Petri di papa Giovanni Paolo II.
Il 9 ottobre 1984 la diocesi ha assunto il nome attuale in forza del decreto Apostolicis sub plumbo della Congregazione per i vescovi.

## Cronotassi dei vescovi
Si omettono i periodi di sede vacante non superiori ai 2 anni o non storicamente accertati.
- Sede vacante (1922-1924)

- Roberto Giulio Colombo, O.F.M.Cap. † (18 dicembre 1924 - 8 novembre 1927 deceduto)[5]
  - Sede vacante (1927-1930)
- Emiliano Giuseppe Lonati, O.F.M.Cap. † (10 gennaio 1930 - 19 febbraio 1966 dimesso)
- Adolfo Luigi Bossi, O.F.M.Cap. † (19 febbraio 1966 succeduto - 22 agosto 1970 dimesso)
- Valentino Giacomo Lazzari, O.F.M.Cap. † (18 maggio 1971 - 6 gennaio 1983 deceduto)
- Tarcísio Sebastião Batista Lopes, O.F.M.Cap. † (4 aprile 1984 - 19 dicembre 1986 nominato vescovo di Ipameri)
- Serafino Faustino Spreafico, O.F.M.Cap. (13 maggio 1987 - 2 novembre 1995 dimesso)
  - Sede vacante (1995-1998)
- Franco Cuter, O.F.M.Cap. † (21 gennaio 1998 - 7 dicembre 2016 ritirato)
- Rubival Cabral Britto, O.F.M.Cap. (7 dicembre 2016 - 13 marzo 2024 nominato vescovo di Bom Jesus da Lapa)
- Giuseppe Luigi Spiga, dal 17 febbraio 2025

## Statistiche
La diocesi nel 2023 su una popolazione di 434.038 persone contava 313.304 battezzati, corrispondenti al 72,2% del totale.
| anno | popolazione | popolazione | popolazione | presbiteri | presbiteri | presbiteri | presbiteri                | diaconi | religiosi | religiosi | parrocchie |
| anno | battezzati  | totale      | %           | numero     | secolari   | regolari   | battezzati per presbitero | diaconi | uomini    | donne     | parrocchie |
| ---- | ----------- | ----------- | ----------- | ---------- | ---------- | ---------- | ------------------------- | ------- | --------- | --------- | ---------- |
| 1966 | 127.000     | 130.000     | 97,7        | 16         |            | 16         | 7.937                     |         |           | 18        | 6          |
| 1970 | 179.670     | 195.000     | 92,1        | 17         |            | 17         | 10.568                    |         | 18        | 16        | 8          |
| 1976 | 210.200     | 212.400     | 99,0        | 18         | 2          | 16         | 11.677                    |         | 19        | 20        | 9          |
| 1980 | 235.000     | 255.000     | 92,2        | 33         | 18         | 15         | 7.121                     |         | 17        | 23        | 9          |
| 1990 | 337.000     | 408.000     | 82,6        | 18         | 5          | 13         | 18.722                    |         | 14        | 20        | 11         |
| 1999 | 300.000     | 400.000     | 75,0        | 20         | 6          | 14         | 15.000                    |         | 14        | 26        | 10         |
| 2000 | 276.250     | 325.000     | 85,0        | 21         | 7          | 14         | 13.154                    |         | 14        | 26        | 11         |
| 2001 | 297.500     | 350.000     | 85,0        | 24         | 8          | 16         | 12.395                    |         | 16        | 25        | 11         |
| 2002 | 314.500     | 370.000     | 85,0        | 24         | 9          | 15         | 13.104                    |         | 23        | 27        | 11         |
| 2003 | 314.500     | 370.000     | 85,0        | 24         | 10         | 14         | 13.104                    |         | 21        | 29        | 11         |
| 2004 | 314.500     | 370.000     | 85,0        | 25         | 12         | 13         | 12.580                    |         | 20        | 28        | 11         |
| 2006 | 307.000     | 384.000     | 79,9        | 21         | 10         | 11         | 14.619                    |         | 18        | 32        | 12         |
| 2013 | 335.000     | 419.000     | 80,0        | 22         | 12         | 10         | 15.227                    | 5       | 27        | 32        | 13         |
| 2016 | 329.000     | 409.679     | 80,3        | 26         | 14         | 12         | 12.653                    | 11      | 30        | 27        | 14         |
| 2019 | 337.600     | 447.903     | 75,4        | 34         | 18         | 16         | 9.929                     | 13      | 34        | 41        | 19         |
| 2021 | 337.338     | 479.740     | 70,3        | 35         | 19         | 16         | 9.638                     | 11      | 37        | 48        | 24         |
| 2023 | 313.304     | 434.038     | 72,2        | 38         | 24         | 14         | 8.244                     | 11      | 32        | 51        | 21         |